# Островитное (озеро, Алольская волость Пустошкинского района)
Островитное (Островито) — озеро в Алольской волости Пустошкинского района, на границе с Себежским районом Псковской области.
Площадь — 1,1 км² (110,1 га, с островами (11,9 га) — 1,2 км² или 122,0 га). Максимальная глубина — 16,0 м, средняя глубина — 6,0 м.
Ближайшие населённые пункты — деревни Гаврильцево (южное, прибрежное), к северо-востоку — Гаврильцево (северное).
Проточное. Относится к бассейну реки Белевицы, притоку Великой. Южнее расположено озеро Кривое и (ещё южнее) более крупное озеро Белое.
Тип озера лещово-уклейный с судаком. Массовые виды рыб: щука, окунь, плотва, лещ, судак (?), пелядь, чудской сиг, язь, линь, ерш, красноперка, щиповка, верховка, вьюн, пескарь, уклея, густера, карась, угорь, голец, бычок-подкаменщик, карп, пестрый толстолобик (возможно), белый амур (возможно); широкопалый и длиннопалый раки (низкопродуктивное).
Для озера характерны: песчано-илисто-каменистое дно.